# Basidiomycètes
În clasa Basidiomycetes sunt incluse circa 30 mii specii de ciuperci superioare la care în rezultatul procesului sexuat se formează bazidia – organ omolog ascei de la ascomicete, pe care se formează spori exogeni, numiți bazidiospori. Corpul vegetativ este reprezentat printr-un tal, alcătuit din trei tipuri de miceliu: primar, secundar și terțiar.

## Biologie
Miceliul primar este format din hife haploidale, este saprofit, slab dezvoltat și de scurtă durată. În urma copulării miceliilor primare are loc plasmogamia, rezultând un miceliu secundar, binucleat. Miceliul secundar reprezintă dikariofaza și constituie aparatul vegetativ de lungă durată a bazidiomicetelor. Pe miceliul secundar iau naștere bazidiile cu bazidiospori, în urma unui proces asemănător formării ascelor la ascomicete. Miceliul terțiar reprezintă miceliul de fructificare a ciupercilor bazidiomicete și este alcătuit tot din celulele binucleate, care iau parte la formarea bazidiofructelor, alcătuind țesuturi false cu funcții de susținere, secreție, conducere, protecție ș.a.
Bazidiile pot fi monomere și dimere, când sunt alcătuite din două articole, dintre care cel bazal constituie hipobazidia, iar cel din partea superioară epibazidia. Bazidiile formate pe miceliul terțiar se asociază într-un strat fertil numit himeniu. Bazidiile se formează direct pe miceliul dikariotic, în corpuri fructifere deschise sau complet închise.

## Clasificare
| Clasa          | Subclasa              | ordinul         | Familia        | Specia                        | Denumirea populară                             |
| -------------- | --------------------- | --------------- | -------------- | ----------------------------- | ---------------------------------------------- |
| Basidiomycetes | Holobasidiomycetidae  | Agaricales      |                | Pleurotus ostreatus           | Păstrăvul fagului                              |
|                |                       |                 |                | Armillaria mellea             | ghebe, opintici                                |
|                |                       | Aphyllophorales |                | Polyporussquamosus            | iasca cu solzi sau ciuperca păstrăv            |
|                |                       |                 |                | Stereum hirsutum              | esca viței-de-vie                              |
|                |                       |                 |                | Fomes fomentarius             | iasca adevărată                                |
|                |                       |                 |                | Stereum purpureum             | boala plumbului la pomii fructiferi            |
|                |                       |                 |                | Merulius lachrymans           | putregaiul lemnului de foioase                 |
|                | Teliobasidiomycetidae | Ustilaginales   | Tilletiaceae   | Tilletia caries               | mălura comună a grâului                        |
|                |                       |                 |                | Tilletia foetida              |                                                |
|                |                       |                 |                | Tilletia intermedia           |                                                |
|                |                       |                 |                | Tilletiatriticoides           |                                                |
|                |                       |                 |                | Tilletia controversa          | mălura pitică a grâului                        |
|                |                       |                 |                | Urocystis occulta             | tăciunele tulpinilor și frunzelor de secară    |
|                |                       |                 |                | Urocystis allii               | tăciunele cepei                                |
|                |                       |                 | Ustilaginaceae | Ustilago tritici              | tăciunele zburător al grâului                  |
|                |                       |                 |                | Ustilago nuda                 | tăciunele zburător al orzului                  |
|                |                       |                 |                | Ustilago hordei               | tăciunele îmbrăcat al orzului                  |
|                |                       |                 |                | Ustilago nigra                | tăciunele negru al orzului                     |
|                |                       |                 |                | Ustilago avenae               | tăciunele zburător al ovăzului                 |
|                |                       |                 |                | Ustilago laevis               | tăciunele îmbrăcat al ovăzului                 |
|                |                       |                 |                | Ustilago maydis               | tăciunele comun al porumbului                  |
|                |                       |                 |                | Sorosporium reilianum         | tăciunele știuleților și paniculelor de porumb |
|                |                       |                 |                | Sphacelotheca sorghi          | tăciunele sorgului                             |
|                |                       | Uredinales      | Melampsoraceae | Melampsora allii-populina     | rugina cepei și a plopului                     |
|                |                       |                 |                | Melampsora allii salicis alba | rugina cepei și a salciei albe                 |
|                |                       |                 |                | Melampsora pinitorqua         | răsucitorul pinului                            |
|                |                       |                 |                | Cronartium ribicola           | rugina coacăzului și a pinului strob           |
|                |                       |                 | Puccinaceae    | Uromyces betae                | rugina sfeclei                                 |
|                |                       |                 |                | Uromyces pisi                 | rugina mazării                                 |
|                |                       |                 |                | Uromyces phaseoli             | rugina fasolei                                 |
|                |                       |                 |                | Uromyces striatus             | rugina lucernei                                |
|                |                       |                 |                | Tranzschelia pruni-spinosae   | rugina prunului                                |
|                |                       |                 |                | Puccinia recondita            | rugina brună a grâului                         |
|                |                       |                 |                | Puccinia graminis             | rugina neagră a cerealelor                     |
|                |                       |                 |                | Puccinia glumarum             | rugina galbenă a cerealelor                    |
|                |                       |                 |                | Puccinia anomala              | rugina pitică a orzului                        |
|                |                       |                 |                | Puccinia coronata             | rugina coronată a ovăzului                     |
|                |                       |                 |                | Puccinia helianthi            | rugina florii-soarelui                         |
|                |                       |                 |                | Puccinia porrii               | rugina prazului și usturoiului                 |
|                |                       |                 |                | Puccinia allii                | rugina cepei                                   |
|                |                       |                 |                | Gymnosporangium tremelloides  | rugina mărului                                 |
|                |                       |                 |                | Phragmidium disciflorum       | rugina trandafirului                           |
|                |                       |                 |                | Phragmidium rubi-idaei        | rugina zmeurului și murului                    |